# 강서종
강서종은 미국 태권도 창설의 중심 인물로 한국 태생의 무술가이자 사범이으로, 2016년 미국태권도고단자회가 선정한 ‘개척자상’을 수상했다.